# TT266
TT266 (Theban Tomb 266) è la sigla che identifica una delle Tombe dei Nobili ubicate nell'area della cosiddetta Necropoli Tebana, sulla sponda occidentale del Nilo dinanzi alla città di Luxor, in Egitto. Destinata a sepolture di nobili e funzionari connessi alle case regnanti, specie del Nuovo Regno, l'area venne sfruttata, come necropoli, fin dall'Antico Regno e, successivamente, sino al periodo Saitico (con la XXVI dinastia) e Tolemaico.

## Titolare
TT266 era la tomba di:
| Titolare  | Titolo                                                                                | Necropoli      | Dinastia/Periodo | Note |
| --------- | ------------------------------------------------------------------------------------- | -------------- | ---------------- | ---- |
| Amennakht | Capo degli operai del Signore delle Due Terre, nel Luogo della Verità a ovest di Tebe | Deir el-Medina | XIX-XX dinastia  |      |

## Biografia
Bukhuntef fu suo padre e Iy sua madre; i nomi sono ricavabili dalla TT219 di Nebmaat, figlio di Amennakht. Henutrayunu fu sua moglie, Nebmaat (TT219) e Khaemteri (TT220) furono suoi figli..

## La tomba
TT266 si apre in un cortile da cui si accede anche alla TT267. Un corridoio immette in una sala planimetricamente irregolare a forma di "L" rovesciata; sulle pareti (1 rosso in planimetria) una donna con una giara, e un uomo; su altra parete (2 rosso), su tre registri sovrapposti, il defunto con la moglie e altri personaggi in offertorio ad alcune divinità; scene agricole tra cui la mietitura, il carico di muli, la trebbiatura, il trasporto del lino, un gregge di capre e un mandriano con flauto doppio. Su altra parete (3) un uomo con un vaso dinanzi ad un altro uomo. Un secondo corridoio dà accesso a una sala rettangolare; sulle pareti: (4-5 rossi) il defunto offre incenso dinanzi a due re e a una regina (non identificabili) e adora Hathor; sono presenti altre scene appena abbozzate. Su altra parete (6) brani e scene del Libro delle Porte, scena di psicostasia con Thot rappresentato come babbuino e Apopi; (appena abbozzato) il defunto viene presentato a Osiride da Anubi. Su altra parete (7) il defunto in offertorio a Ra-Horakhti e Osiride-Onnophris; in una nicchia (8) statue assise di Osiride e Hathor; sopra la nicchia, la barca di Ra (appena abbozzata).
Una tavola da offertorio intestata al defunto, oggi al Museo del Louvre (cat. E.13995), proviene probabilmente da TT266.

### Annotazioni
1. ↑  La numerazione dei locali e delle pareti segue quella di Porter e Moss 1927, p. 348.
2. ↑  La prima numerazione delle tombe, dalla numero 1 alla 252, risale al 1913 con l'edizione del "Topographical Catalogue of the Private Tombs of Thebes" di Alan Gardiner e Arthur Weigall. Le tombe erano numerate in ordine di scoperta e non geografico; ugualmente in ordine cronologico di scoperta sono le tombe dalla 253 in poi.
3. ↑  I campi della Duat, ovvero l'aldilà egizio, si trovavano, secondo le credenze, proprio sulla riva occidentale del grande fiume.
4. ↑  Nella sua epoca di utilizzo, l'area era nota come "Quella di fronte al suo Signore" (con riferimento alla riva orientale, dove si trovavano le strutture dei Palazzi di residenza dei re e i templi dei principali dei) o, più semplicemente, "Occidente di Tebe".
5. ↑  le Tombe dei Nobili, benché raggruppate in un'unica area, sono di fatto distribuite su più necropoli distinte.
6. ↑  Le note, sovente di inquadramento topografico della tomba, sono tratte dal "Topographical Catalogue" di Gardiner e Weigall, ed. 1913 e fanno perciò riferimento alla situazione dell'epoca.
7. ↑  Set-Maat = "Luogo della Verità" era uno dei nomi con cui era noto il villaggio operaio di Deir el-Medina. Il villaggio era anche noto come Pa-demi, ovvero, semplicemente, "il villaggio".
8. ↑  Nonostante la presenza di cartigli, questi sono stati lasciati intenzionalmente vuoti.

### Fonti
1. ↑  Gardiner e Weigall 1913.
2. ↑  Donadoni 1999,  p. 115.
3. 1 2  Porter e Moss 1927, p. 346.
4. ↑  Porter e Moss 1927,  p. 315.
5. ↑  Porter e Moss 1927,  pp. 346-347.